# Motta de’ Conti
Motta de’ Conti (piemontesisch La Mòta) ist eine Gemeinde in der italienischen Provinz Vercelli (VC), Region Piemont.

## Lage und Einwohner
Der Ort liegt etwa 16 km südöstlich von der Provinzhauptstadt Vercelli an einem Nebenlauf des Sesia und hat 714 Einwohner (Stand 31. Dezember 2023). Die Nachbargemeinden sind Candia Lomellina (SO), Caresana (4 km im Norden), Casale Monferrato (10 km im Südwesten), Langosco (5 km im Nordosten) und Villanova Monferrato (4 km im Westen). Zu dem Ort gehört auch der Ortsteil Mantie. Das Gemeindegebiet umfasst eine Fläche von 11 km². Die Autobahn A26 verläuft etwa 3 km östlich des Ortes.
Als Schutzheilige des Ortes gilt die Heilige Annunziata.

## Meteorit
Im Jahr 1868 fiel in der Nähe von Motta di Conti ein 9,15 Kilogramm schwerer Meteorit zu Boden. Er wurde anschließend als Steinmeteorit vom eisenreichen Typ H4 klassifiziert und nach dem Fundort benannt.

## Weblink
- Website der Gemeinde